# Meges

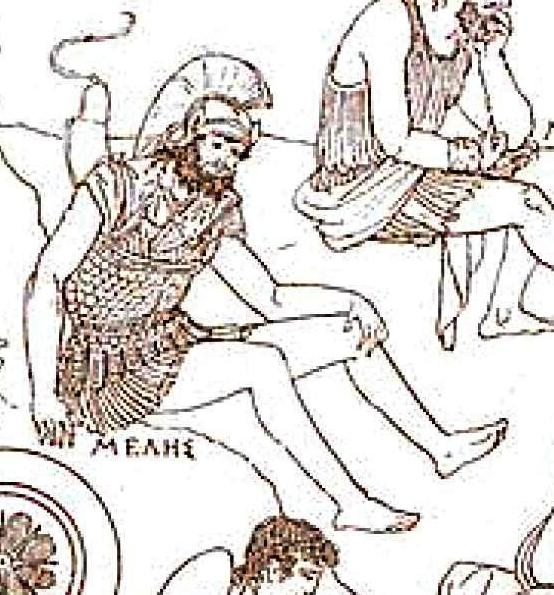
Figura de Meges en la reconstrucción de Carl Robert de un fresco de Polignoto que representaba la Iliupersis.

En la mitología griega, Meges  era un héroe que capitaneó el contingente procedente de Duliquio y las islas Equínadas durante la guerra de Troya, a la que acudió con cuarenta naves. 
Su padre era Fileo, rey de Élide, por lo que se le conocía como Meges Fileides. Hay diferentes tradiciones sobre el nombre de su madre: Timandra, Ctímene o Eustíoque. Tuvo una hermana llamada Euridamía.
Meges fue uno de los jóvenes pretendientes rechazados por Helena y que, a instancias de Odiseo y Tindáreo, había prometido, junto a los demás pretendientes, defender en todo momento al marido que Helena eligiese. Fue por esto por lo que tuvo que acudir al sitio de Troya cuando el príncipe Paris raptó a la joven.